# Degeneración macular asociada a la edad
La degeneración macular (DME o DMAE) es una enfermedad del ojo  ocasionada por daños o deterioro de la mácula, es decir, es el envejecimiento retiniano. Es la principal causa de ceguera legal. El envejecimiento retiniano y la degeneración en el sector macular vinculada a la edad son parte de un deterioro constante en el cual la transición entre envejecimiento y patología se expone por la pérdida de perspectiva. La mácula es una capa amarillenta de tejido sensible a la luz que se encuentra en la parte posterior del ojo, en el centro de la retina. Esta área proporciona la agudeza visual, la que permite al ojo percibir detalles finos y pequeños. Cuando la mácula no funciona correctamente, las áreas del centro del campo visual empiezan a perder nitidez, volviéndose turbias, borrosas.

## Factores de riesgo
El tabaquismo, la edad avanzada, antecedentes familiares de degeneración macular, un alto nivel de colesterol en la sangre, entre otros, son factores influyentes.
Al aumentar la esperanza de vida en los países desarrollados, cobra importancia la degeneración macular asociada a la edad, que es una causa importante de ceguera en mayores de 50 años. Esta enfermedad está directamente ligada con el envejecimiento y el deterioro del sistema ocular, y aunque la degeneración de las células fotorreceptoras no es la única causa, es una de las más importantes.

## Patogenia
El metabolismo de la retina consume muchos recursos y por lo tanto crea también muchos desechos que va eliminando, pero con la edad la capacidad de eliminar desechos va disminuyendo y estos se acumulan, produciéndose las drusas. El problema real es el lugar donde se acumulan las drusas que se van colocando entre la coroides y la retina, separándolas. Como los fotorreceptores se nutren de los vasos de la coroides, si la coroides se separa de la retina, de la membrana de Bruch en concreto, los conos y los bastones reciben menos irrigación sanguínea y, por lo tanto, se degeneran. Si la zona afectada es la mácula, que es donde se acumula la mayor parte de los fotorreceptores, se pierde la visión central.

## Cuadro clínico
La degeneración macular ocasiona diferentes síntomas en cada persona. Puede que al comienzo de la enfermedad sea imperceptible, sobre todo cuando la degeneración se produce en un solo ojo mientras que el otro se mantiene sano por mucho tiempo. Una rápida pérdida de la visión central es síntoma frecuente de que la persona padece de degeneración macular en ambos ojos. Son indicios de este enfermedad ver distorsionadas las líneas rectas, ver palabras borrosas, tener problemas para ver con detalle, o tener áreas oscuras o vacías en el centro de la visión.

## Clasificación

### Seca o atrófica
Esta es el tipo más frecuente y se asocia con pequeños depósitos amarillos en la mácula que se llaman drusas. Presenta pérdida visual gradual y lenta. Si afecta solo a un ojo, puede que los síntomas no sean notorios. Este tipo de degeneración macular no tiene ningún tratamiento eficaz y tan solo puede frenarse su evolución, para que no se pierda la visión por completo.

### Húmeda o exudativa
Es la menos común y la más agresiva. Se desarrolla con la formación de vasos sanguíneos anormales en la parte posterior del ojo, y cuando estos empiezan a presentar fuga líquida, ocasionan distorsión de la retina. Una de las posibles causas de esta forma de la enfermedad es la falta de oxígeno en la retina, que provoca un proceso de angiogénesis. El tratamiento suele ser cirugía láser o el uso de fármacos antiangiogénicos inyectados directamente en el ojo como el ranibizumab. Este fármaco, además de frenar la enfermedad, puede aportar mejoría significativa en determinados casos. Actúa inhibiendo el factor de crecimiento de vasos sanguíneos, la proteína VEGF.

## Diagnóstico

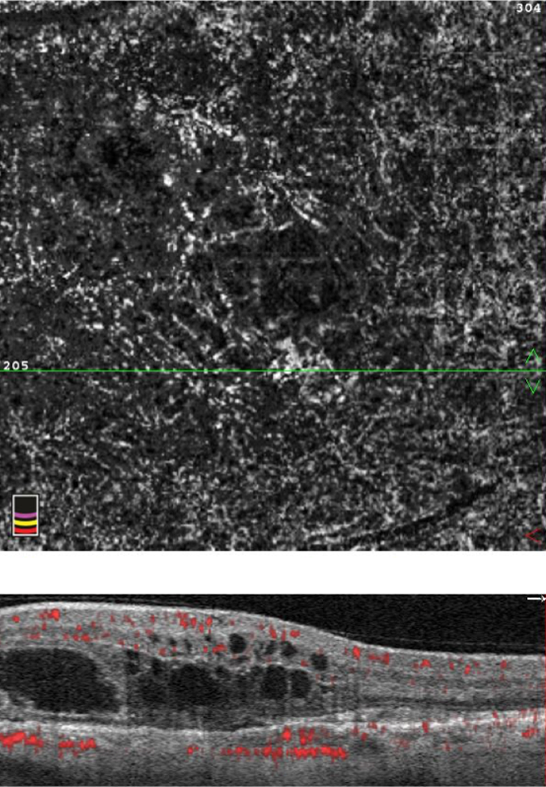
DMAE con aspecto «exudativo». Tomografía de coherencia óptica.

En caso de que se padezca algunos de los síntomas descritos anteriormente, se debería visitar a un oftalmólogo. Existe el conocido test de la rejilla de Amsler que puede resultar de ayuda para diagnosticar esta enfermedad. Un diagnóstico precoz es fundamental para minimizar las consecuencias de la degeneración macular. Pueden realizarse distintas pruebas para catalogar la enfermedad. Entre ellas practicar un examen del fondo de ojo, la angiografía fluoresceínica y angiografía con verde de indocianina, así como la tomografía de coherencia óptica que permitirán determinar la extensión y el carácter de la lesión y el tratamiento más idóneo. Cuanto más a tiempo se realice el diagnóstico, más posibilidad existirá de detener esta enfermedad.

## Tratamiento
Hasta hace poco no había un tratamiento eficaz de esta enfermedad degenerativa. Desde hace unos años existen varios fármacos para su tratamiento. Son medicamentos denominados antiangiogénicos que se inyectan directamente en la cavidad vítrea y pueden ser de diferentes tipos. 
El bevacizumab y el ranibizumab se unen al VEGF (Vascular Endothelial Growth Factor o factor de crecimiento del endotelio vascular), mientras que el pegaptanib impide la transmisión de la señal del receptor, inhibiendo el proceso de angiogénesis. Con estos nuevos medicamentos se consigue estabilizar e incluso mejorar la agudeza visual en un pequeño porcentaje de estos pacientes, si bien en la mayor parte se sigue deteriorando la función visual. 
El aflibercept, por otra parte, es una proteína quimérica que combina los dominios de unión a VEGF del receptor de VEGF con la porción Fc de una inmunoglobulina humana. Su performance en ensayos clínicos ha demostrado ser superior a la lograda por bevacizumab y ranibizumab.